# Gia Thuận
Gia Thuận là một xã thuộc tỉnh Đồng Tháp, Việt Nam. Xã được thành lập sau khi hợp nhất xã Kiểng Phước và thị trấn Vàm Láng,  sau sáp nhập xã thuộc tỉnh Đồng Tháp mới. 

## Địa lý
Xã Gia Thuận có vị trí địa lý:
- Phía đông và bắc giáp Thành phố Hồ Chí Minh, ranh giới là sông Soài Rạp.
- Phía tây giáp xã Tân Đông.
- Phía nam giáp xã Tân Điền và biển Đông.

Xã Gia Thuận có diện tích 67,41 km², dân số năm 2025 là 45.907 người, mật độ dân số đạt 681 người/km².

## Lịch sử
Sau năm 1975, Gia Thuận là một xã thuộc huyện Gò Công cũ.
Ngày 13 tháng 4 năm 1979, Hội đồng Chính phủ ban hành Quyết định số 155-CP. Theo đó, chia huyện Gò Công thành hai huyện Gò Công Đông và Gò Công Tây, xã Gia Thuận thuộc huyện Gò Công Đông.
Ngày 16 tháng 6 năm 2025, Ủy ban Thường vụ Quốc hội ban hành Nghị quyết số 1663/NQ-UBTVQH15 về việc sắp xếp các đơn vị hành chính cấp xã của tỉnh Đồng Tháp năm 2025. Theo đó, sắp xếp toàn bộ diện tích tự nhiên, quy mô dân số của thị trấn Vàm Láng và các xã Kiểng Phước, Gia Thuận thành xã mới có tên gọi là xã Gia Thuận.
Sau khi sáp nhập, xã Gia Thuận có 67,41 km² diện tích tự nhiên và dân số 45.907 người.